# 백의초등학교
백의초등학교는 대한민국 경기도 연천군에 있는 공립 초등학교이다.

## 학교 연혁
- 1966.02.22 궁평초등학교 백의 분실
- 1968.03.01 백의초등학교 인가(6학급)
- 1981.03.02 병설유치원 개원
- 2013.09.01 경기도교육청 혁신학교 지정
- 2014.09.01 제18대 채양석 교장 부임
- 2015.02.13 제45회 졸업식(총 1413명)
- 2015.03.01 6학급 편성(71명), 병설유치원 1학급 편성(10명)